# شهیار قنبری
شهیار قنبری (زادهٔ ۶ مردادِ ۱۳۲۹) شاعر، ترانه‌سرا، آهنگساز، خواننده، نمایش‌نامه‌نویس، فیلم‌ساز، روزنامه‌نگار، مجری و برنامه‌ساز رادیو و تلویزیون ایرانی است. وی فرزند حمید قنبری دوبلور برجسته است.

## زندگی
شهریار قنبری در ۶ مردادِ سالِ ۱۳۲۹ در خانواده‌ای اهلِ هنر در تهران به‌دنیا آمد. کارِ ادبی را از نوجوانی آغاز کرد: برای نشریه اطلاعات کودکان داستان کوتاه می‌نوشت و گاه شعر نیز می‌سرود. سپس برای ادامه تحصیل به لندن رفت و در میانهٔ دههٔ ۱۹۶۰ میلادی به ایران بازگشت.

### پیش از انقلابِ ۱۳۵۷
شهیار پس از بازگشت به ایران سرودن ترانه را برخلاف خواست پدر که معتقد بود هنرمندان در جامعهٔ ایران سرنوشت درخشانی ندارند و می‌خواست پسرش معمار شود - آغاز کرد. نخستین ترانه او «دیگه اشکم واسه من ناز می‌کنه» با آهنگسازی اسفندیار منفردزاده و سپس «ستاره آی ستاره» با آهنگسازی پرویز اتابکی بود که هر دو با صدای گوگوش منتشر شدند. «ستاره آی ستاره» اولین ترانهٔ او بود که در برنامه «شما و رادیو» صبح جمعه پخش شد.
به اذعان شاعرانی مانند اردلان سرفراز، شهیار قنبری با ترانه «قصه دو ماهی» با آهنگسازی بابک افشار به دلیل نوآوری در واژه و مضمون، سرآغاز ترانه نوین فارسی و ترانه مدرن ایران است و او را ترانه‌سرای نوین ایران زمین می‌نامند.و البته این نکته نیازمند تجمیع آرای دیگر کارورزان ترانهٔ نوین همچون زویا زاکاریان و تورج نگهبان و مسعود امینی و دیگر ترانه‌سرایان هم عصر این ترانه‌سراست (برای مثال زویا زاکاریان بارها در مصاحبه‌هایش به شکلی تلویحی ترانهٔ قصهٔ وفا اثر ایرج جنتی عطایی را سرآغاز ترانهٔ نوین فارسی دانسته) خود شهیار قنبری در این باره می‌گوید: "قصهٔ دو ماهی میلاد من است. بند ناف ترانه من این چنین بریده می‌شود…".

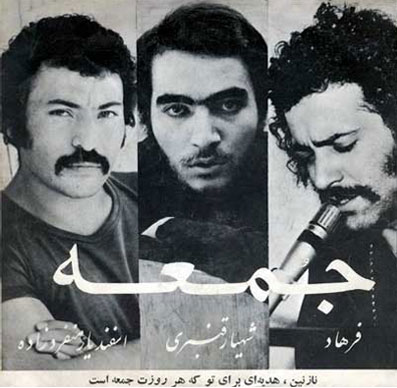
فرهاد، شهیار قنبری و اسفندیار منفردزاده روی جلد ترانه «جمعه»

همکاری شهیار و واروژان در حقیقت شروع دوران دیگری از زندگی هنری وی است. نخستین ترانه این دو با عنوان بوی خوب گندم با اجرای داریوش باعث شد تا خواننده و شاعر هر دو به زندان بیفتند. شهیار قنبری در این باره می‌گوید:
«راستی ما چرا آنجا بودیم؟ ما که فقط ترانه می‌نوشتیم و تو (واروژان) را داشتیم و دریای صداهای خوش‌رنگ را و شاعر می‌گوید از رفیق دلتنگی‌ها و تشنگی‌ها: امروز که بی تو، بر ما هزار سال گذشته است، حتی نمی‌توانم از سنگینی این غیبت بزرگ بنویسم. واژه‌ها، نیروی موسیقی را کم دارند. واژه‌های من تو را کم دارند، واروژانِ من.. ! مرد سازها و آوازها.. !
و شاعر به قله‌هایی بلندتر می‌رسد با: نماز-اگه بمونی- قصهٔ بره و گرگ- حرف - نفس - هجرت - جمعه - مرد تنها - هفته خاکستری - بوی عیدی - آوار - نجواها - بوی گندم - نفرین‌نامه - همیشه غایب - سقوط - نون و پنیر و سبزی - امان از… و چندصد ترانهٔ ناب دیگر.

### پس از انقلاب
در سال‌های پس از انقلاب شهیار با هنرمندانی همچون مهستی،ابی، داریوش، گوگوش، رامش، مارتیک، شاهرخ، ستار، معین، سیاوش قمیشی، لیلا فروهر، حسن شماعی‌زاده، هلن، شهره، شکیلا، نوش‌آفرین، منصور، مهرداد آسمانی همکاری کرد.
او هم‌اکنون در شهر لس آنجلس زندگی می‌کند.

## آثار

### کتاب‌ها

#### منتشرشده در خارج از ایران
- درخت بی‌زمین (نخستین دفتر شعر من) ۱۹۹۱
- دریا در من ۱۹۹۵ (گزینهٔ ترانه‌ها ۱۹۹۵–۱۹۶۹)

#### منتشرشده در ایران
مجموعهٔ پنج کتاب از شاعر با نام (پنج حرف درشت در مشت) از انتشارات نگاه چاپ شده.
تمامی کتابهای چاپ انتشارات نگاه قانونی و زیر نظر شاعر بوده.
- درخت بی‌زمین. تهران: نگاه، ۱۳۹۶. شابک ۹۷۸۶۰۰۳۷۶۲۴۸۰
- بنویس! ساعتِ پاکنویس: روایت کامل. تهران: نگاه، ۱۳۹۶. شابک ۹۷۸۶۰۰۳۷۶۲۴۷۳
- دریا در من: گزینهٔ ترانه‌ها ۱۹۹۵–۱۹۶۹. تهران: نگاه، ۱۳۹۶. شابک ۹۷۸۶۰۰۳۷۶۲۳۴۳*
- گفتن برای زیبا شدن. تهران: نگاه، ۱۳۹۶. شابک ۹۷۸۶۰۰۳۷۶۲۳۸۱
- لیونارد شهیار. تهران: نگاه، ۱۳۹۶. شابک ۹۷۸۶۰۰۳۷۶۲۳۵۰
- پای گوش ماهی ها. تهران: LCR2000، ‌۱۴۰۳

#### عوامل مؤثر در عدم چاپ کتاب پای گوش ماهی‌ها
- کتاب پای گوش ماهی‌ها را قرار بود انتشارات نگاه چاپ کند. به گفته یِ قنبری به دلیل حذف (سانسور) بیش از ۱۰۰ ترانه برای صدور مجوز چاپ، او رضایت به چاپ نداد.

### آلبوم‌ها
- یک دهان آواز سرخ ۱۹۷۹
- اگر همه شاعر بودند یا «پیشمرگانه‌ها»  ۱۹۸۱
- صدای درخت بی‌زمین ۱۹۹۱
- قدغن ۱۹۹۲
- سفرنامه ۱۹۹۴
- برهنگی ۱۹۹۸
- قدغن + ۱۹۹۹
- دوستت دارم‌ها ۲۰۰۱
- ۲۰۰۳ Rewind me in Paris
- نو نفس ۲۰۱۰
- دلچسبیده‌ها ۲۰۱۱
- غزلصدا ۲۰۱۶
- سفرنامه+ ۲۰۲۰
- سینه مُ ۲۰۲۱
- پیشمرگانه‌ها نسخه۲۰۲۲[۶]
- صدای دریا در من  ۲۰۲۴

با دیگران:
- شناسنامه ۱(شعر خوانی و دکلمه شهیار قنبری- صدا: گوگوش)
- شناسنامه ۲(شعر خوانی و دکلمه شهیار قنبری- صدا: گوگوش)

### فیلم‌ها
- چهره آشنا (حسن خردمند)
- خانه خراب (نصرت کریمی)
- شام آخر (شهیار قنبری)
- پاییز ایستگاهِ آخر (شهیار قنبری) یک فیلم موزیکال تلویزیونی در دو بخش، نخستین تجربه سورئالیستی شهیار